# Aneflomorpha preclara
Aneflomorpha preclara es una especie de escarabajo longicornio del género Aneflomorpha, tribu Elaphidiini, subfamilia Cerambycinae. Fue descrita científicamente por Chemsak y Linsley en 1975.

## Descripción
Mide 17 milímetros de longitud.

## Distribución
Se distribuye por México.